# Réka Rohács
Réka Rohács, född 28 maj 2000 i Budapest, är en ungersk simmare som främst tävlar i öppet vatten-simning.

## Karriär
I juli 2019 vid VM i Gwangju slutade Rohács på 18:e plats på 5 km samt på 22:a plats på 10 km i öppet vatten-simning. I maj 2021 vid EM i Budapest tog hon brons med Ungern i lagtävlingen i öppet vatten-simning.
I juni 2022 vid VM i Budapest tog Rohács silver i lagtävlingen i öppet vatten-simning efter ett lopp av det ungerska laget på 1 timme 4 minuter och 43 sekunder.